# 누리마루 APEC 하우스
누리마루 APEC 하우스(영어: Nurimaru APEC House)는 대한민국 부산광역시 해운대구의 동백섬 내에 위치한 회의장이다. 부산광역시청이 관리하고 있으며, 2005년 부산 APEC 정상회의와 2019년 한국 아세안 특별정상회의 장소로 이용되었다.

## 개요
총예산 191억원을 들여 완공한 이 건물은 기존에 부경대학교의 수산과학연구소가 있던 동백섬 해안의 5,980평 부지에 연면적 905평 규모의 건물과 정원 등으로 만들어졌다. 지상 3층으로 지어진 건물은 한반도의 전통적인 정자 건물을 현대 양식으로 표현하였다. 티타늄을 코팅한 아연강판으로 이뤄진 둥근 지붕을 12개의 기둥이 지탱하는 형태이다. 외벽은 유리로 시공해 동백섬 앞바다를 조망하게 하였다. 1층은 지원 시설, 2층은 연회장, 3층은 정상회의장과 대기실과 휴게실로 구성하였다. 건물 밖에는 정자와 태극문양의 쪽문이 있으며, 해송과 약재식물로 꾸민 정원을 만들었다.
공모전을 통해 선정된 이 이름은 기존의 'APEC 하우스'에, 세계와 세상의 의미인 '누리'와 정상과 꼭대기의 의미인 마루를 합침으로써 '세계의 정상들이 모여 APEC회의를 하는 집'이라는 뜻을 담았다.
2005년 부산 APEC 정상회의와 2019년 한국 아세안 특별정상회의 장소로 이용되었으며, 평상시 관광지로 이용되고 있다.
부산광역시청은 인근의 컨벤션센터인 벡스코를 관리하는 '주식회사 벡스코'에 위탁하여 이 곳을 관리하고있다. '주식회사 벡스코'는 '㈜부산롯데호텔'과 2020년부터는 3년간 누리마루의 전시와 행사를 담당하는 케이터링 사업자로 계약했다.

## 시설
- 1층 : 자유마당, 평화마당

- 칵테일리셉션, 야외전시 및 공연
- 2층 : 회의실 (국제·국내 행사 임대시설)

- 국제회의, 세미나, 연회, 국내외기업 CEO회의, 정부 기관 고위급 회의, 국제학술대회 등
- 3층 : 2005 APEC 정상회의장

- 2005년 APEC정상회의 개최를 기념하기 위해, 21개국/ 지역정상들이 이용한 책상과 의자, 마이크, 명패, 카펫 등을 원형 그대로 보존하고, APEC기념관을 조성하여 국내외 관객들에게 개방

## 사진

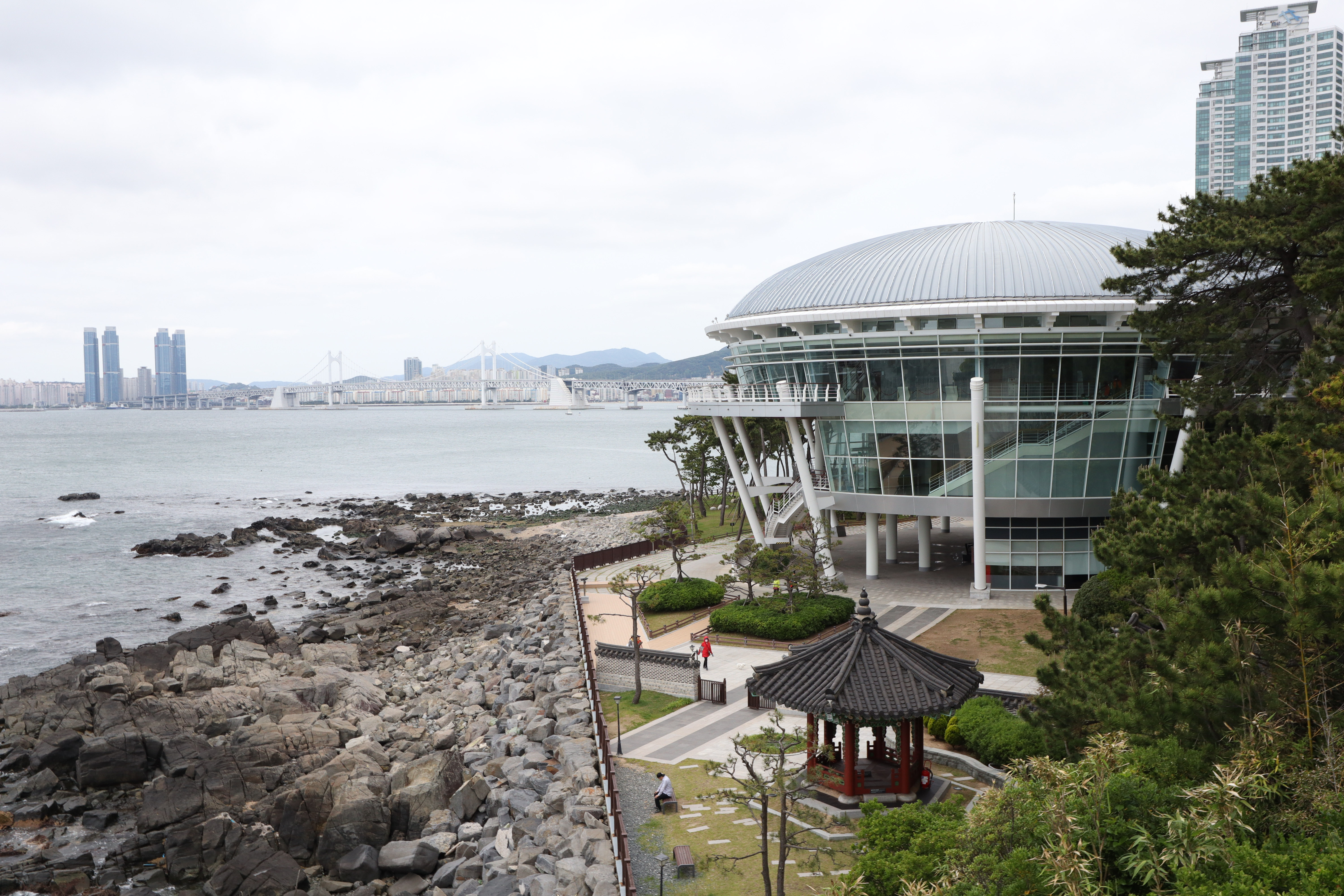
누리마루 APEC 하우스
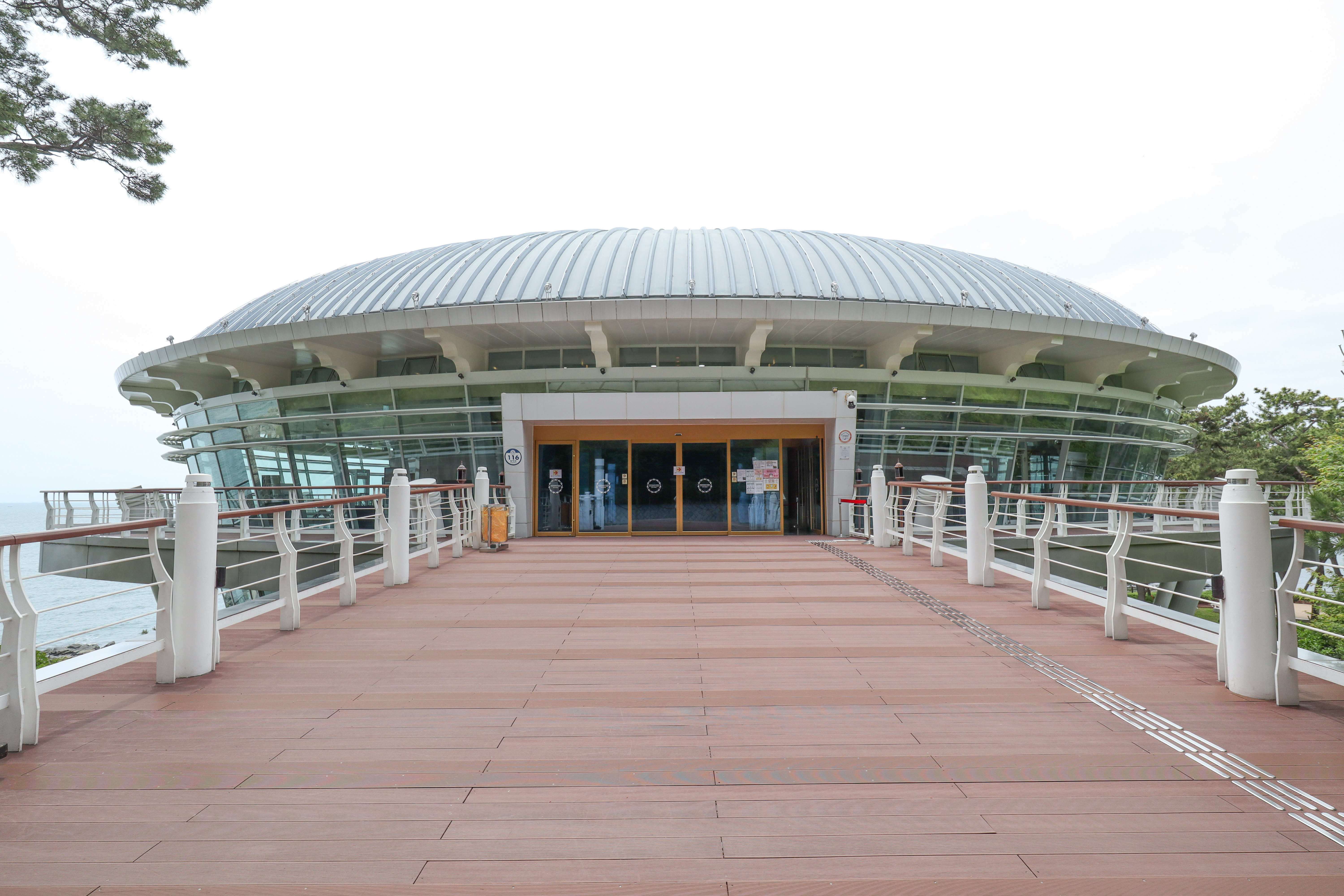
3층 출입구(외부)
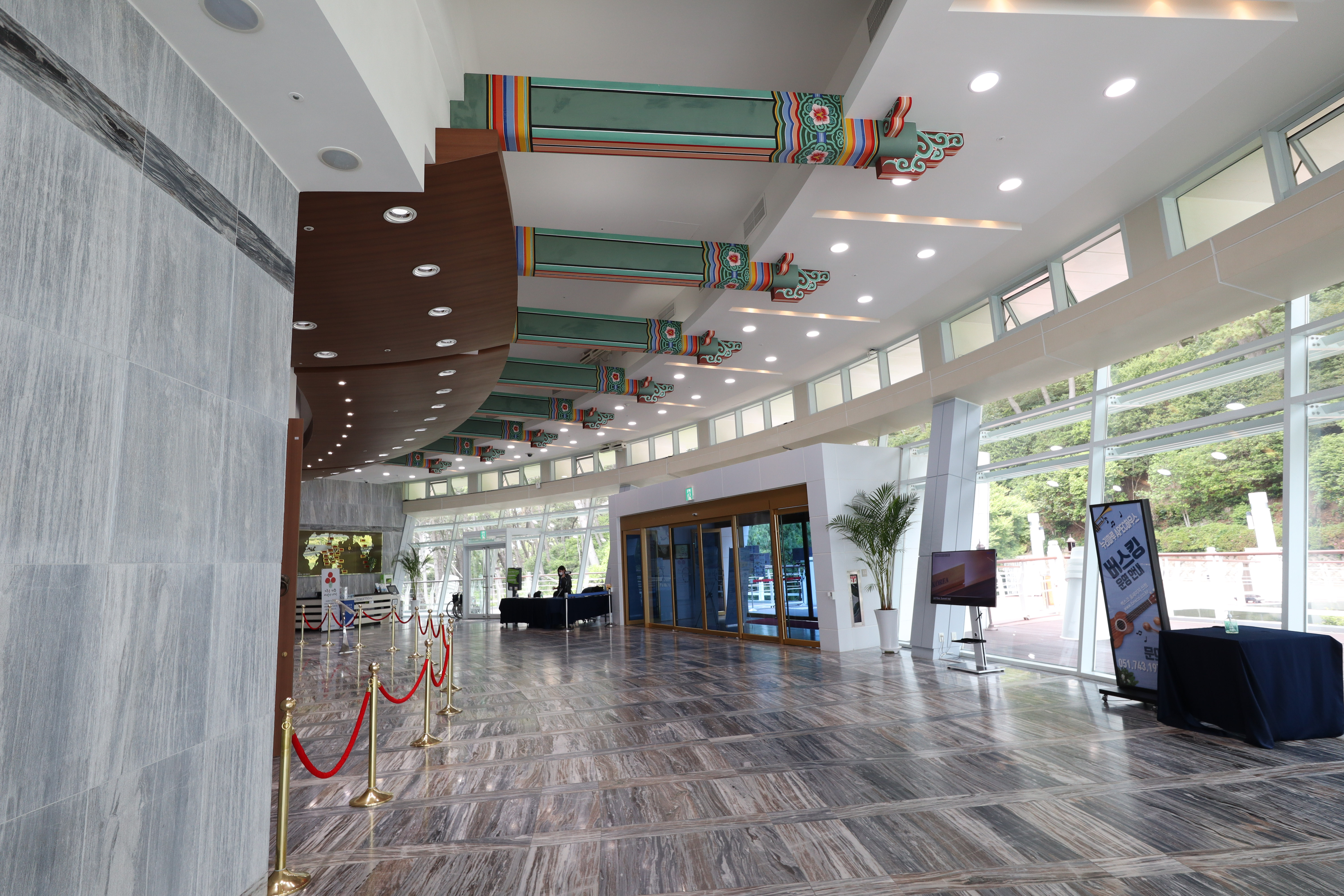
3층 출입구(내부)
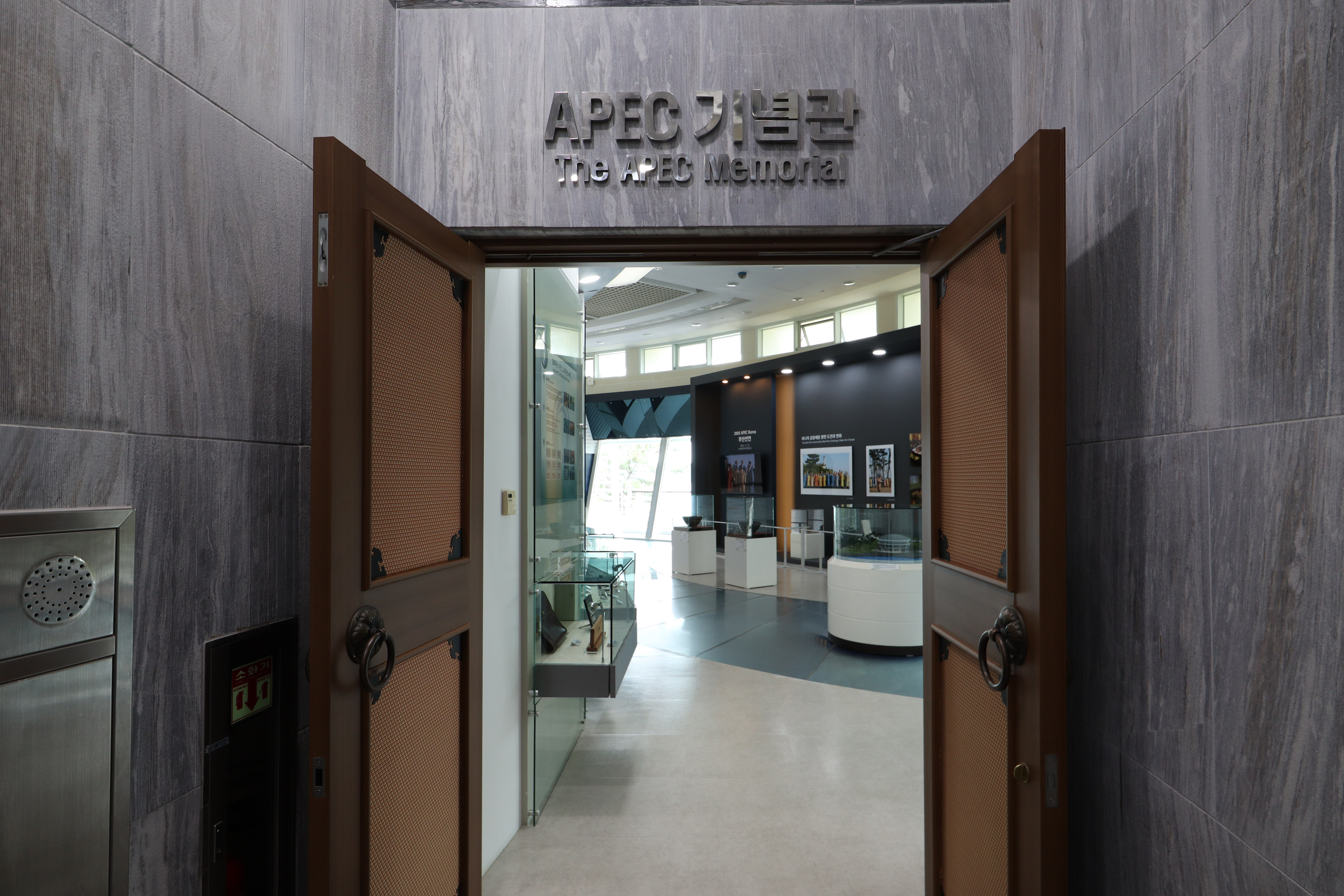
APEC 기념관
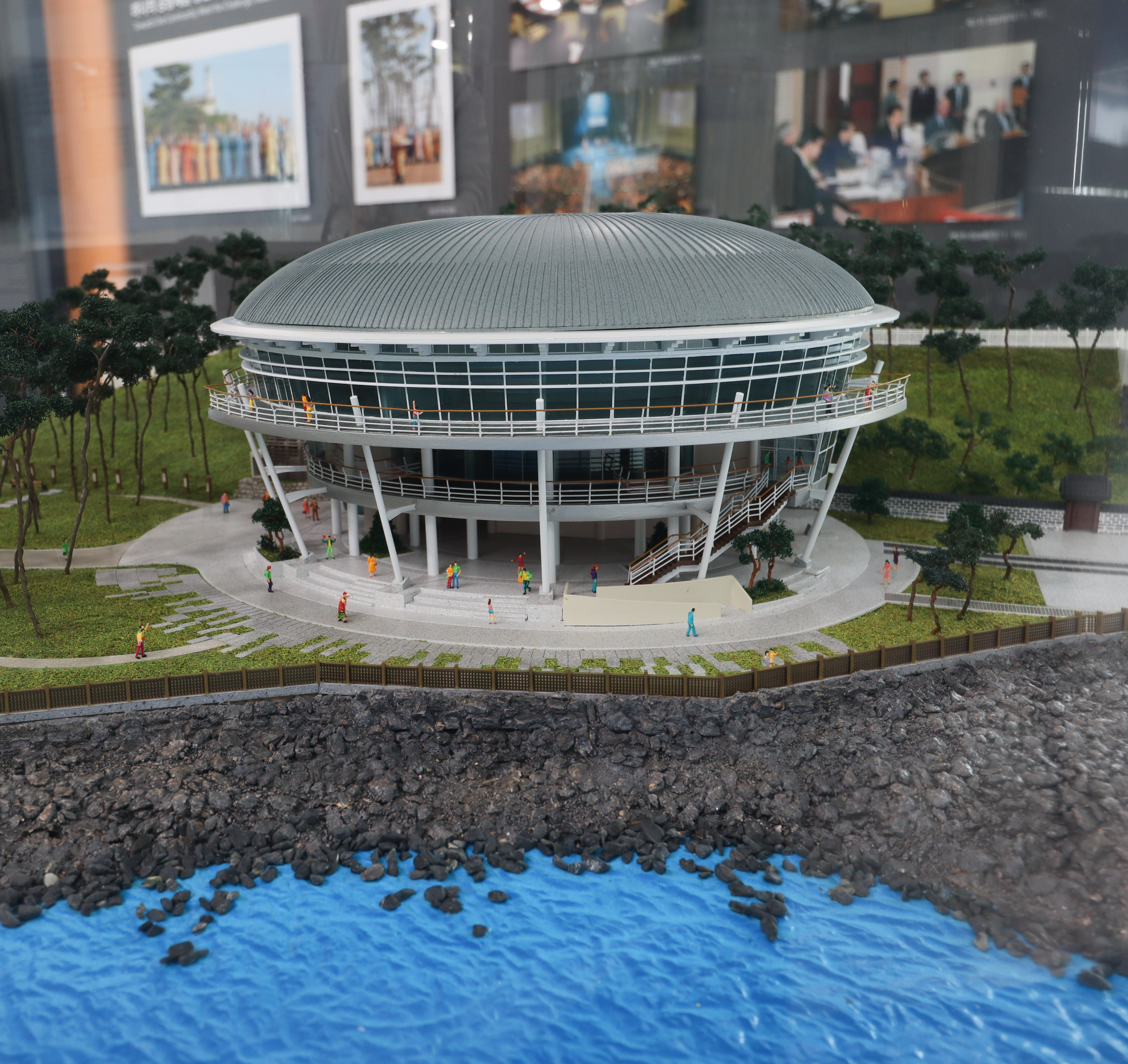
누리마루 APEC 하우스 미니어쳐 모형
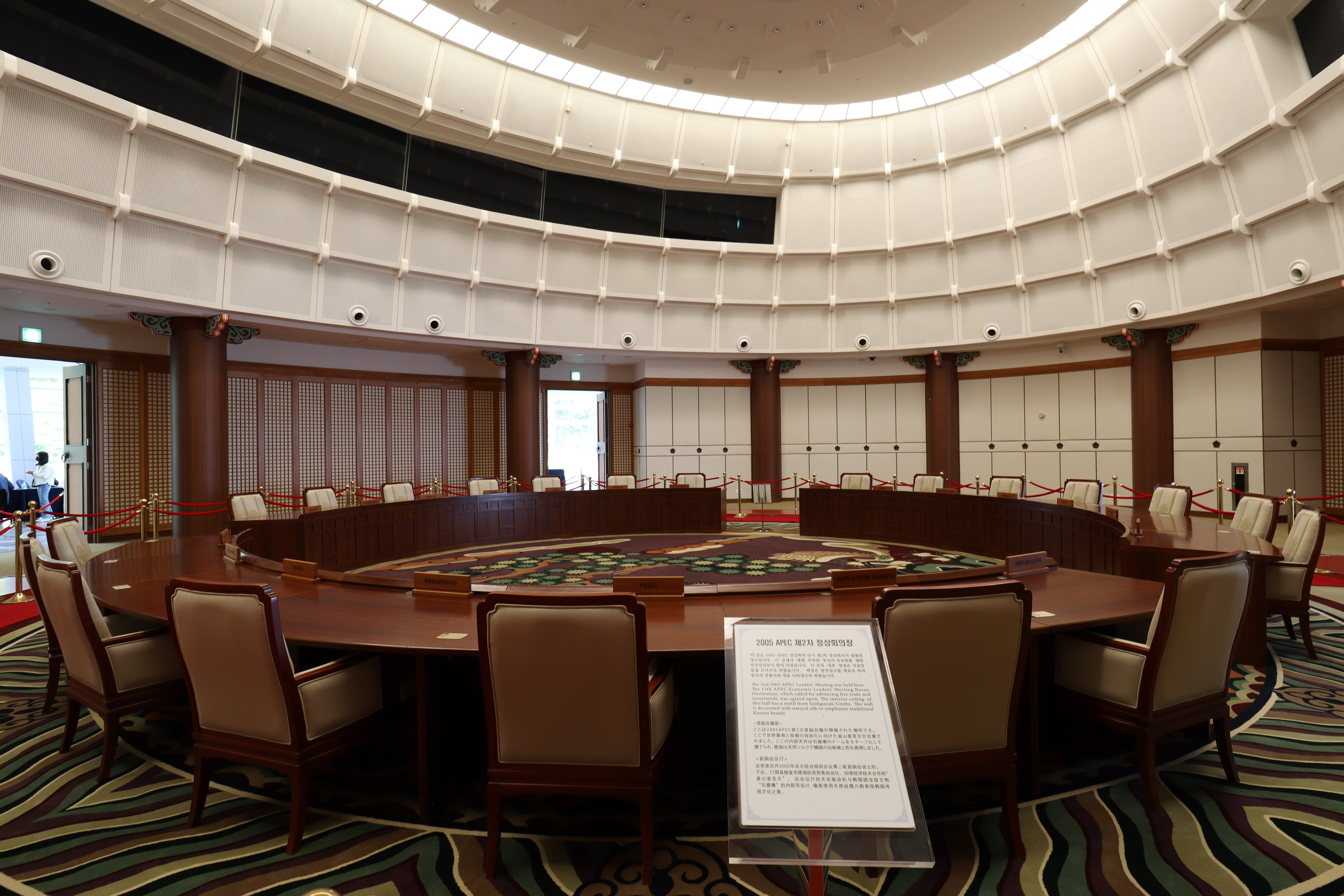
회의장
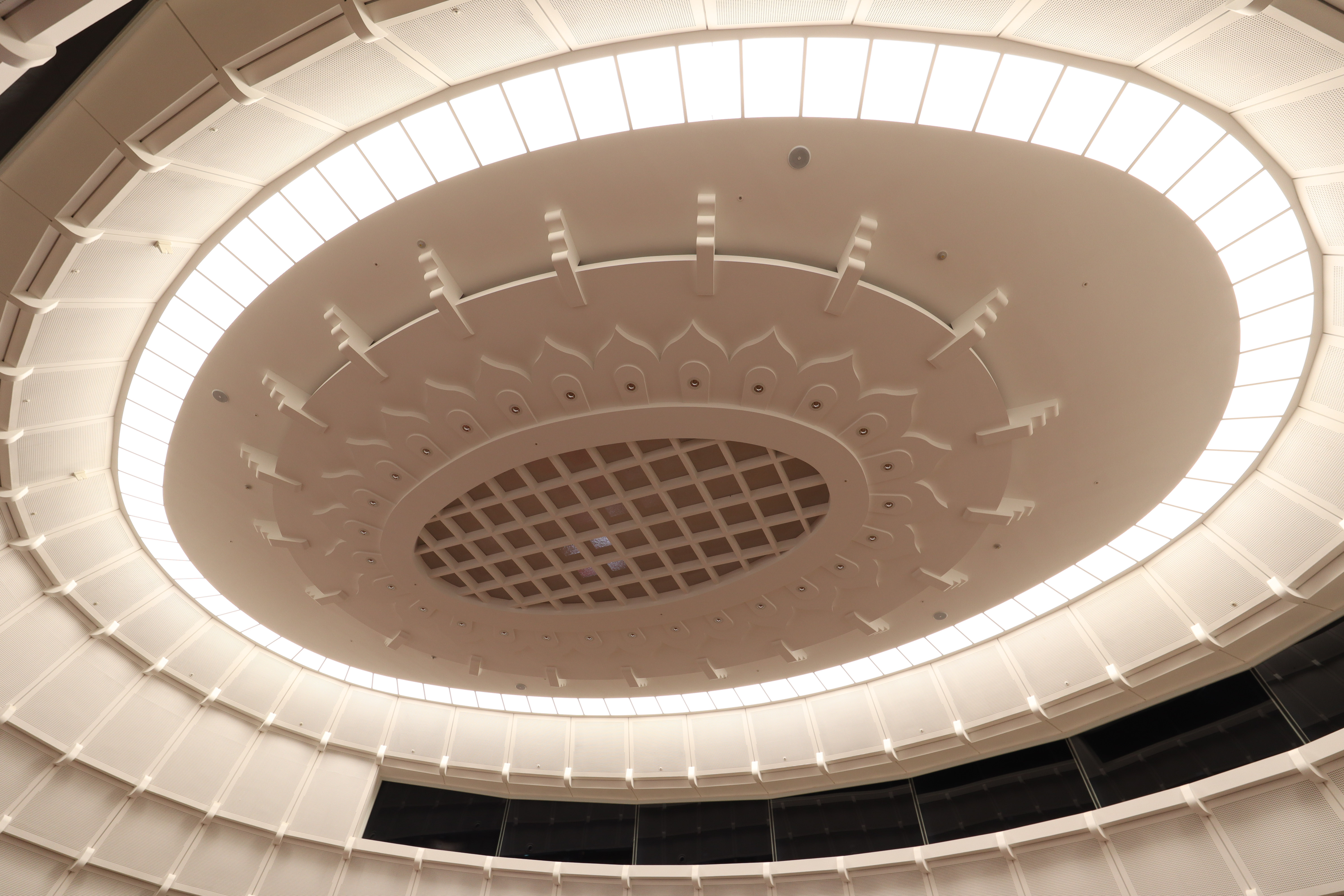
회의장 천장
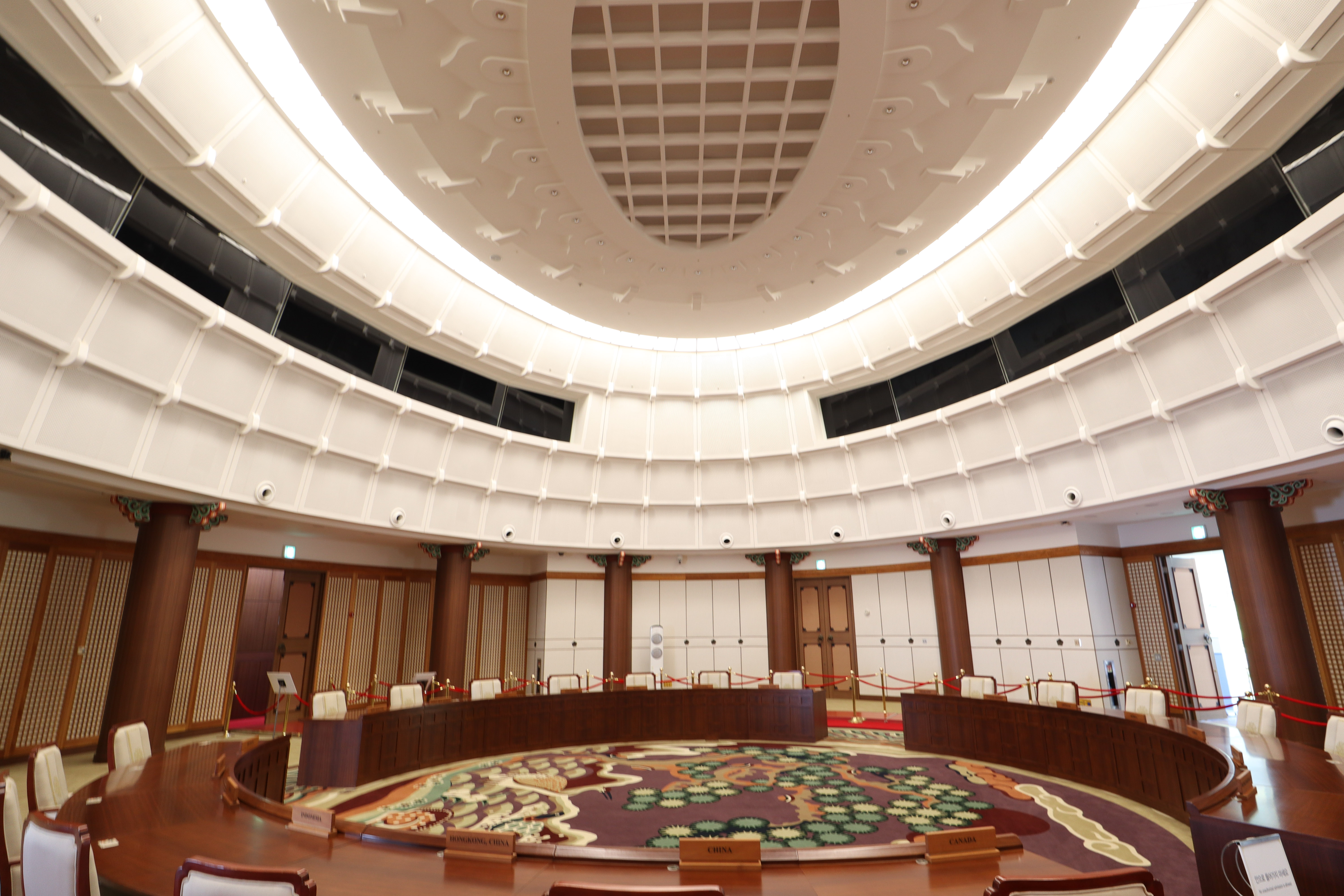
회의장
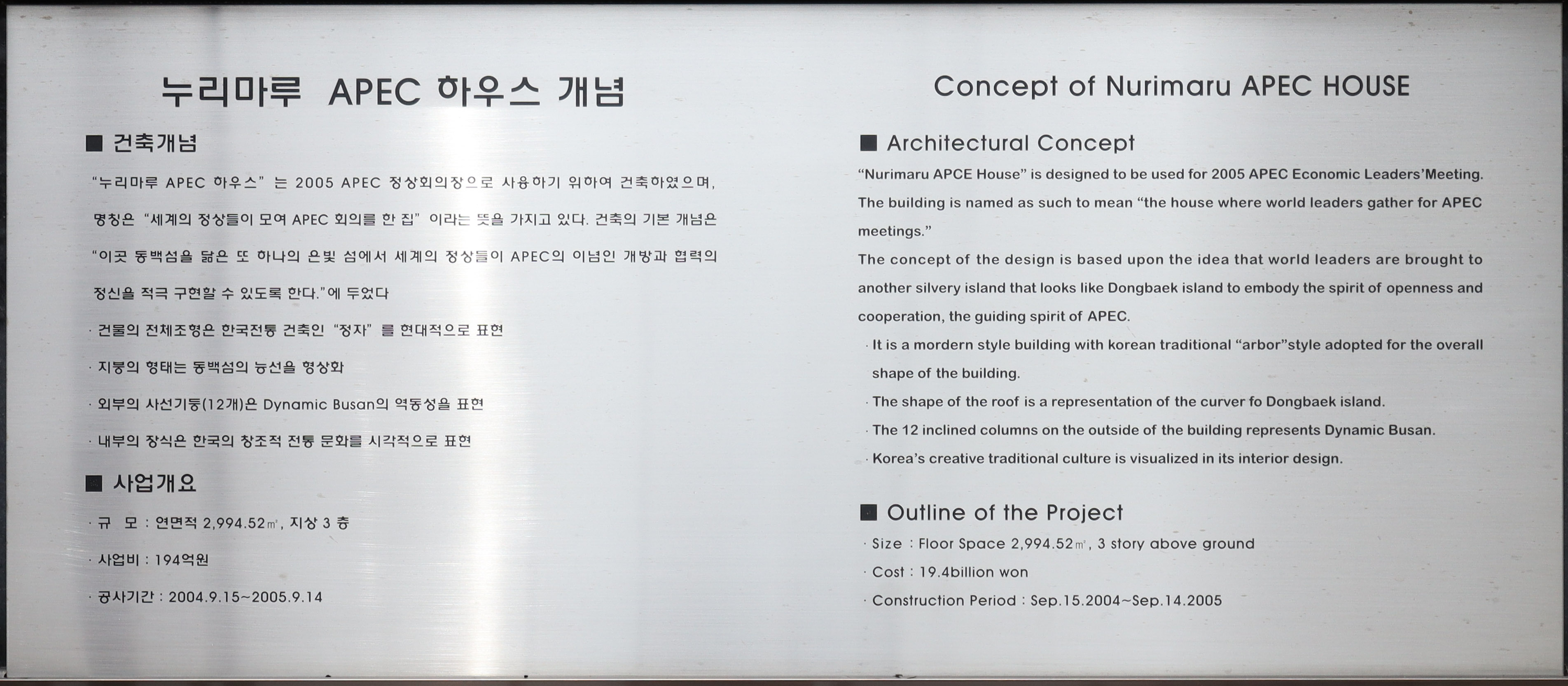
건물 개요
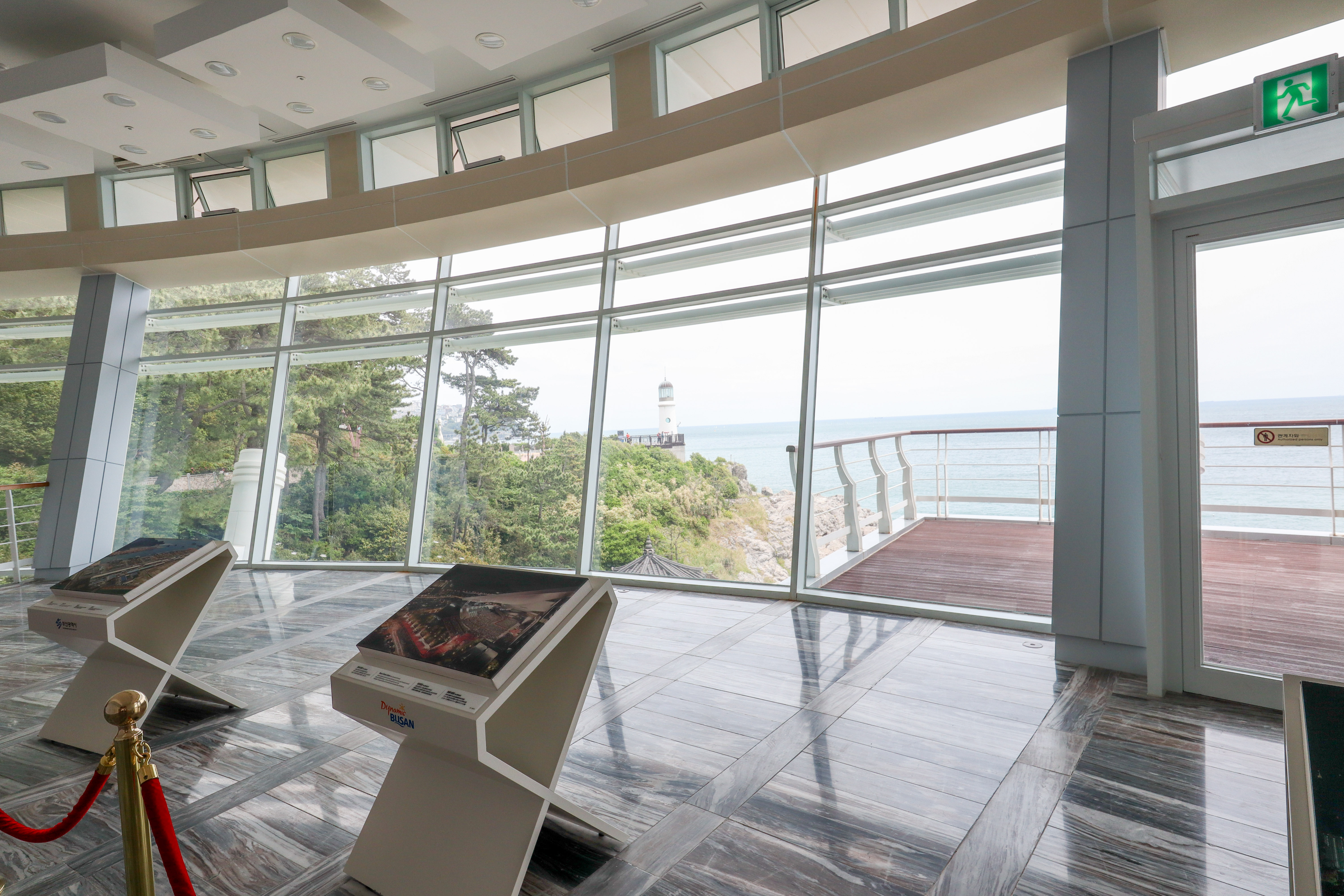
건물 내부에서 본 등대
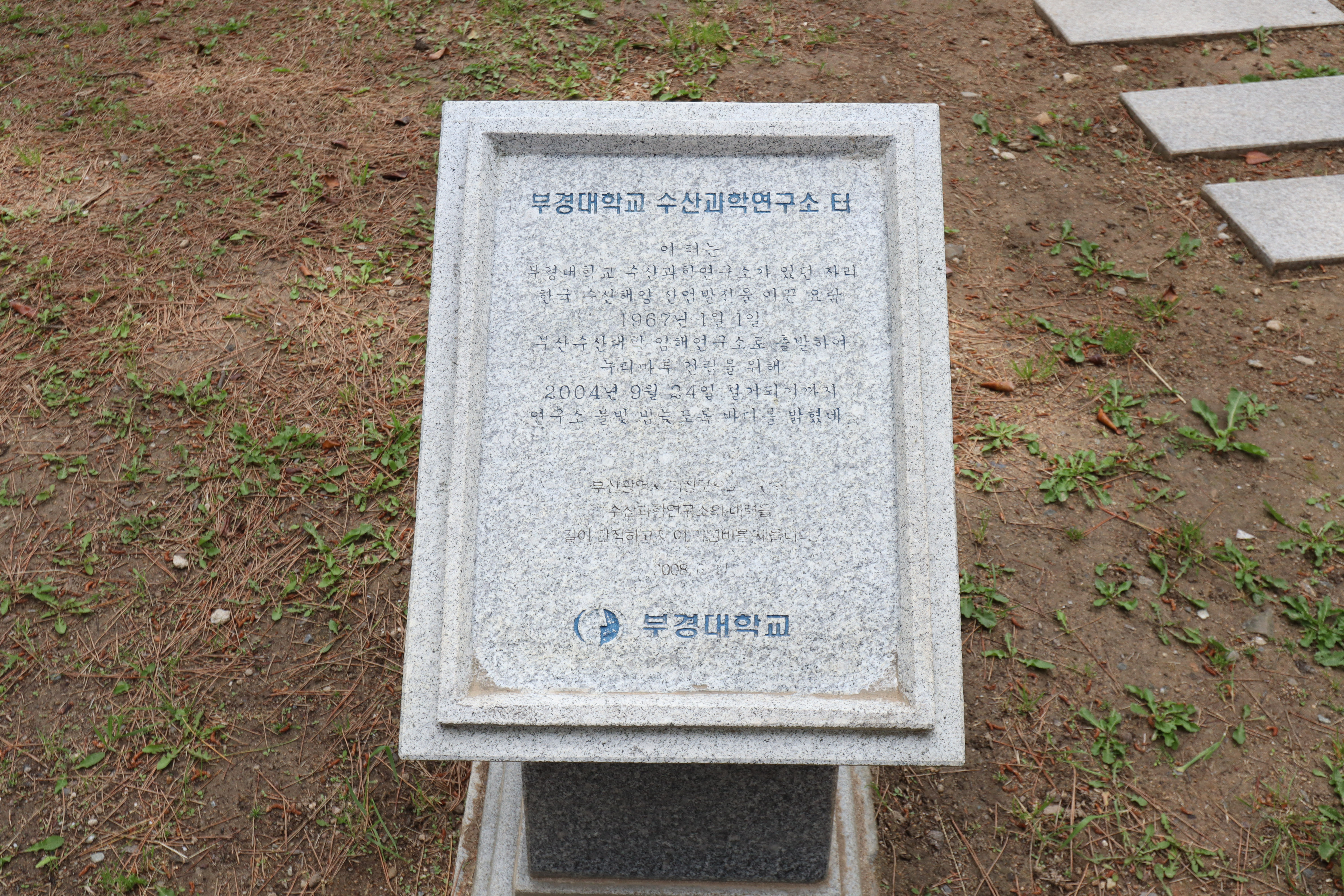
누리마루 APEC 하우스 건립을 위해 철거된 부경대 수산연구소 터 기념비
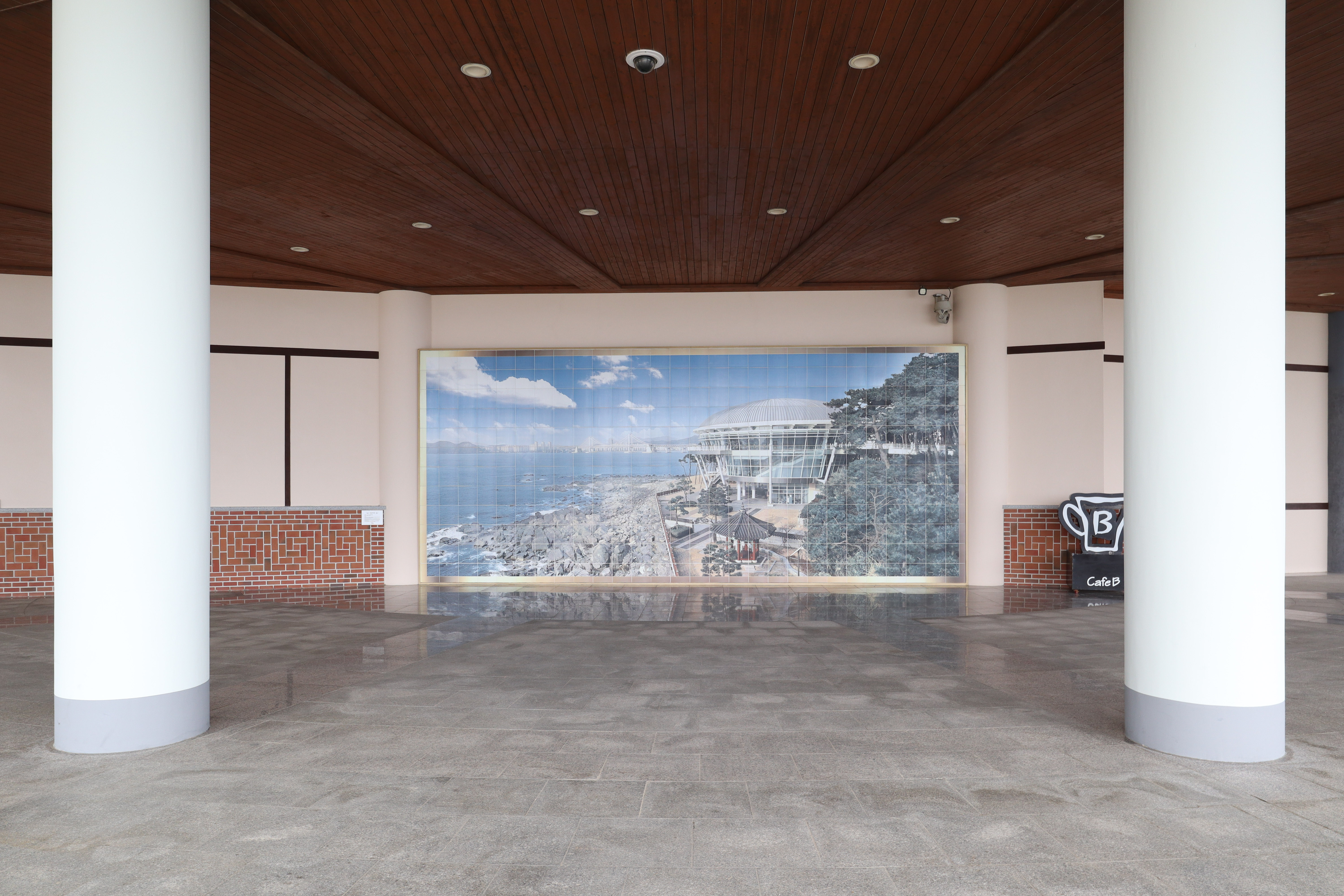
누리마루 APEC 하우스를 그린 그림
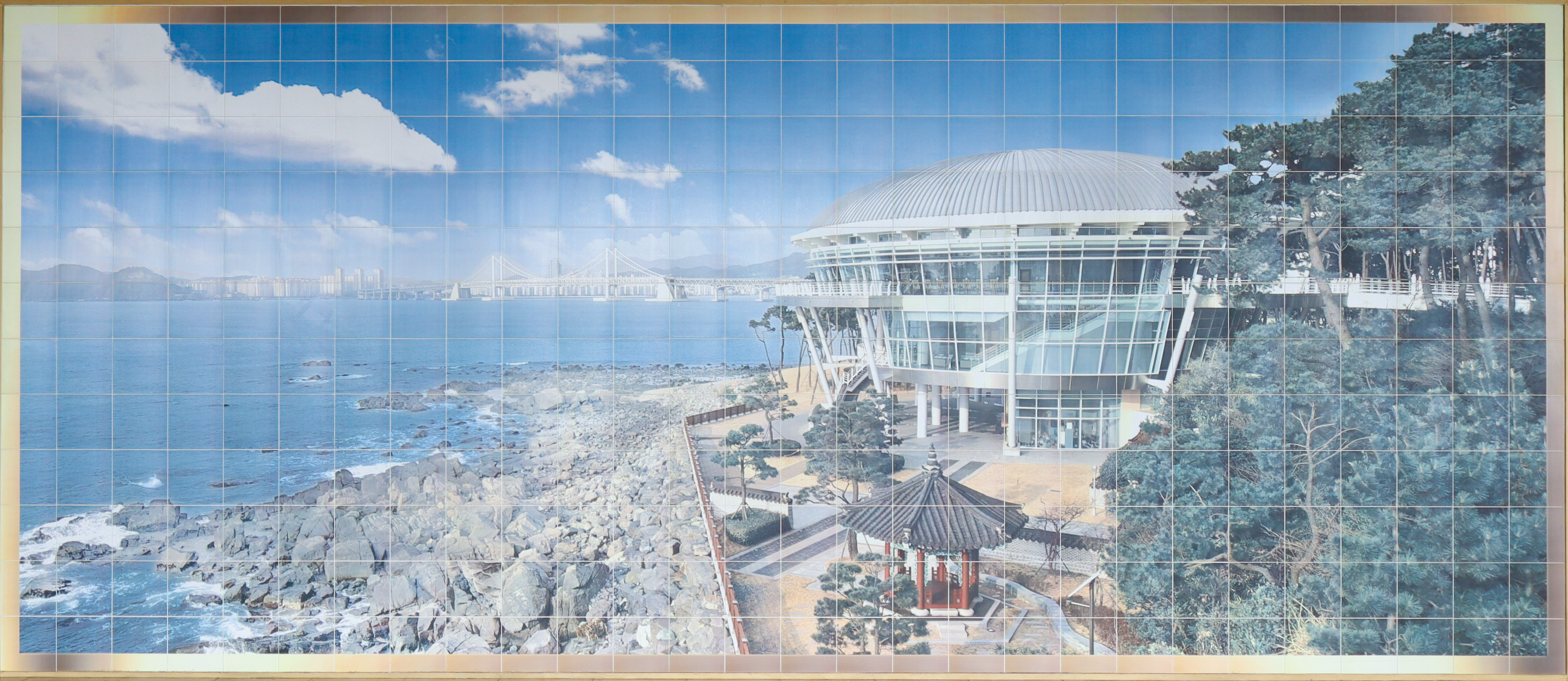
누리마루 APEC 하우스를 그린 그림